# Gamasiphis minisetae
Gamasiphis minisetae är en spindeldjursart som beskrevs av Wolfgang Karg 1993. Gamasiphis minisetae ingår i släktet Gamasiphis och familjen Ologamasidae. Inga underarter finns listade i Catalogue of Life.